# گریز، انگلستان
longitudeگریز، انگلستانlatitudeگریز، انگلستان
گریز، انگلستان (به انگلیسی: Grays) شهری در منطقهٔ منچستر-لیورپول کشور انگلستان است که این کشور خود بخشی از بریتانیا محسوب می‌شود. این شهر در سال ۱۹۹۱ میلادی ۵۰٫۱۴۵ نفر جمعیت داشته و در سرشماری سال ۲۰۰۱ جمعیت آن به ۶۴٫۱۷۳ نفر رسیده‌است. میزان رشد سالانهٔ جمعیت گریز، انگلستان ‎۱٫۱۳ درصد می‌باشد و جمعیت این شهر در سال ۲۰۱۲ به ۷۲٫۶۵۵ نفر تغییر یافت.